# 4024 Ronan
4024 Ronan је астероид главног астероидног појаса са средњом удаљеношћу од Сунца која износи 2,281 астрономских јединица (АЈ).
Апсолутна магнитуда астероида је 12,9.